# Pagan Folk Lore
Pour plus de détails, voir Fiche technique et Distribution.
Pagan Folk Lore (Compilation pour les États-Unis), est un DVD et digibook du groupe de pagan folk Omnia.

## Fiche technique
- Titre : Pagan Folk Lore
- Réalisation :
- Production : Jennifer Evans-van der Harten et Steve Evans-van der Harten
- Pays :  Pays-Bas
- Genre : Film de concert
- Durée : 58 minutes
- Dates de sortie : 
  -  Pays-Bas : 1er août 2008

## Liste des titres
1. Intro / Tine Beltaine
2. Wytches' Brew
3. Richard Parker's Fancy
4. The Raven
5. Alive!
6. Dil Gaya
7. Etrezomp Ni Kelted
8. Fairy Tale
9. Saltatio Vita
10. Teutates Featuring – Faun, Gor, Transit Poetry
11. The Morrigan
12. The Bold Fenian Men